# Нидерланды
Нидерла́нды (нидерл. Nederland [ˈneːdərlɑnt], нидерландское произношениео файле, официальное название — Короле́вство Нидерла́ндов, Koninkrijk der Nederlanden; разг. Голла́ндия, Holland) — государство, состоящее из основной территории в Западной Европе и островов Бонайре, Синт-Эстатиус и Саба в Карибском море (называемых также Карибскими Нидерландами). В Западной Европе территория омывается Северным морем (длина береговой линии — 451 км) и граничит с Германией (577 км) и Бельгией (450 км). Вместе с островами Аруба, Кюрасао и Синт-Мартен, имеющими особый статус (самоуправляемое государственное образование), Нидерланды входят в Короле́вство Нидерла́ндов (нидерл. Koninkrijk der Nederlanden). Отношения между членами королевства регулируются Хартией Королевства Нидерландов, принятой в 1954 году.
Площадь территории в европейской части — 41 543 км² (суша — 33 888 км², воды — 7650 км²), население — 17 998 900 человек ( 18 августа 2025). Площадь территории в Карибском море — 978,91 км² (Бонайре, Синт-Эстатиус и Саба — 322 км², Аруба — 178,91 км², Кюрасао — 444 км², Синт-Мартен — 34 км²), население — 313 968 чел. (Бонайре, Синт-Эстатиус и Саба — 18 012 чел., Аруба — 103 889 чел., Кюрасао — 154 843 чел., Синт-Мартен — 37 224 чел.).
Государственный флаг — трёхцветный (красный, белый, синий по горизонтали). Герб — увенчанный золотой короной щит голубого цвета, который поддерживают с боков два геральдических льва. На щите — вздыбленный коронованный лев с мечом в лапе; под щитом — королевский девиз: Je maintiendrai («Я выстою»). Гимн — «Вилхелмус» («Песнь о Вильгельме»). Национальный праздник — 27 апреля (День короля).
Официальной столицей государства, согласно его Конституции, является Амстердам, где монарх приносит присягу на верность Конституции. При этом фактической столицей является Гаага, где расположены королевская резиденция, парламент и правительство, а также большинство посольств иностранных государств. Другие важные города: Роттердам — самый большой порт страны и один из крупнейших портов мира, Утрехт — центр железнодорожной системы страны и Эйндховен — центр электроники и высоких технологий. Гаага, Амстердам, Утрехт и Роттердам составляют агломерацию Рандстад, где проживает примерно 7,5 миллиона человек.
Это многонациональное государство с широким этнокультурным, религиозным, расовым и национальным многообразием. Официальный язык — нидерландский.
Нидерланды — член ООН, НАТО, Совета Европы, Европейского союза, ОЭСР. Часть шенгенской зоны и Бенилюкса.

## Этимология
Нидерланды часто называют «Голландией», так как именно провинции Южная и Северная Голландия были самыми развитыми на протяжении всей истории и потому наиболее известными за пределами Нидерландов. По этой причине во многих других странах Голландией («Holland») часто называли всю страну. В русском языке это название получило широкое распространение после Великого посольства Петра I. Поскольку в круг интересов русского царя входили места, наиболее развитые с технической точки зрения, а они на территории Нидерландов по большей части располагались в провинции Голландия, именно её и посетило Великое посольство; рассказывая дома о визите в Нидерланды, члены посольства сплошь и рядом называли страну Голландией, не упоминая названия государства в целом.
Название «Голландия» происходит от нидерл. holt land (буквально «древесная страна») либо герм. hoi, hal «понижение, низина» и land «земля».
С 1 января 2020 года официальные учреждения, компании, печатные издания и вузы Нидерландов стали обозначать свою страну только под названием «Нидерланды», отказавшись от названия «Голландия» (Министерство иностранных дел Нидерландов объяснило, что это сделано в целях формирования унифицированного национального бренда).
Название «Нидерланды» в переводе означает «нижние земли», однако по историческим причинам этим термином принято называть территорию, примерно соответствующую современным Нидерландам, Бельгии и Люксембургу (Бенилюкс). В конце эпохи Средневековья область, расположенная в низовьях рек Рейн, Маас, Шельда, вдоль побережья Северного моря стала именоваться «Приморскими низинными землями» или «Нижними Землями» (нидерл. de Lage Landen bij de zee, de Nederlanden). Первое официальное упоминание об употреблении названия «Нидерланды» относится к XIV—XV векам.

## Физико-географическая характеристика

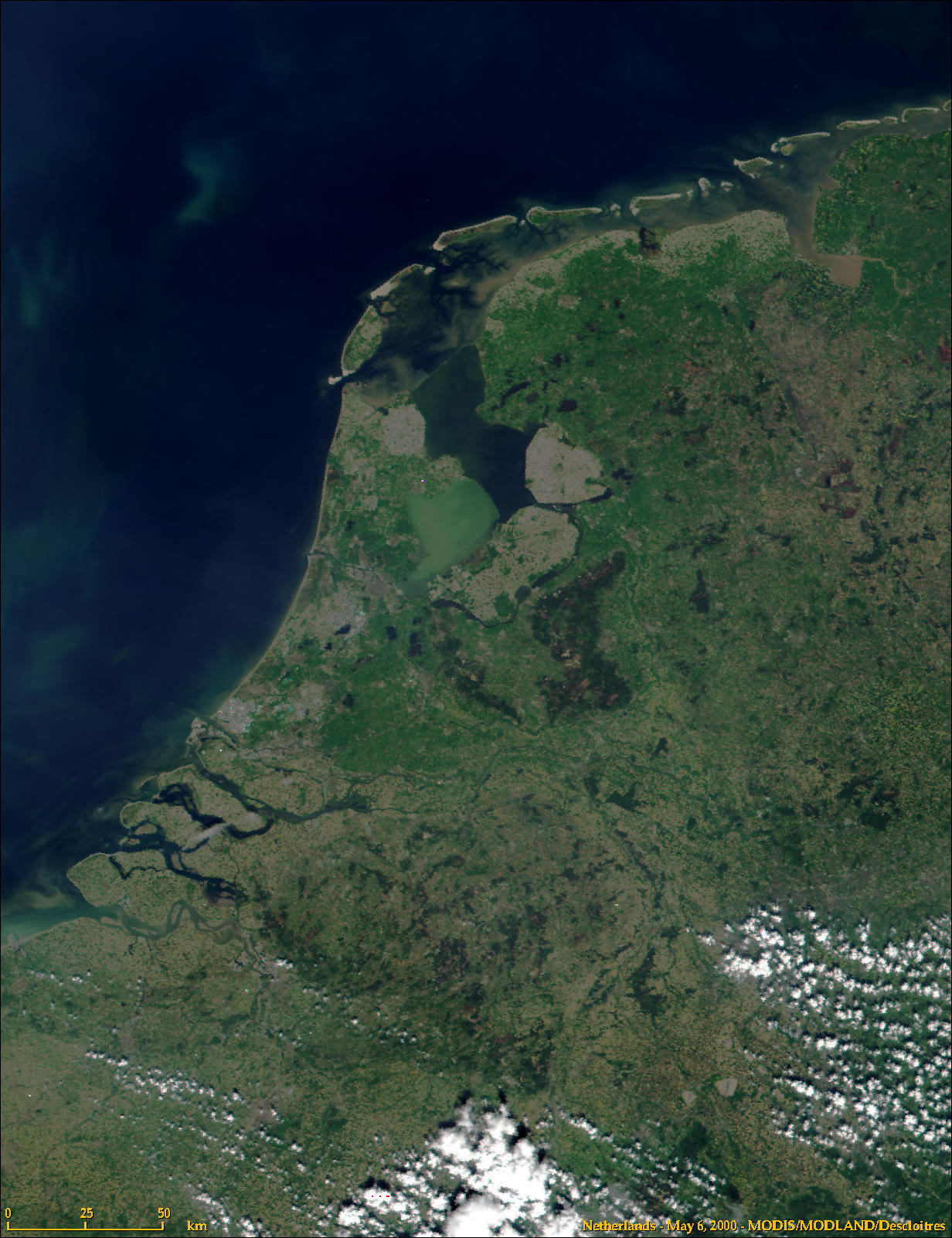
Нидерланды, снимок со спутника (май 2000 года)

Нидерланды — самая густонаселённая страна Европы (если исключить несколько стран-карликов). На территории страны очень густая речная сеть, сходящиеся на ней устья рек Рейна, Мааса и Шельды образуют обширную общую судоходную дельту. Реки полноводны и приносят массы наносов, но нередко их русла несут опасность наводнений. Из почв, нанесённых этими реками, образовались дельта и обширная плоская низменность.
Рельеф Нидерландов в основном составляют прибрежные низменности, на юго-востоке есть небольшие возвышенности, также достаточно большие территории приращиваются за счёт морских территорий. Половина территории лежит ниже уровня моря, и только на юге Нидерландов местность повышается до 30 метров и более. Большая часть низменностей находится в провинциях Северная Голландия, Южная Голландия и Флеволанд.
Береговая линия сформирована наносными дюнами. За ними идут некогда отвоёванные у моря земли, называемые польдерами и защищённые дюнами и дамбами от морских вод. В целом, большинство почв относится к подзолистым, но рядом с Северным морем есть и плодородные иловатые почвы, а по долинам рек — аллювиально-луговые. Польдеры, почти полностью используемые для нужд сельского хозяйства, сложены преимущественно глинами и торфами. В южных и восточных районах страны распространены в основном песчаные почвы, в значительной степени занятые под пашни. Местами здесь сохранились вересковые пустоши (низкотравье с кустарниками) и сосново-дубово-буковые леса. Плато южного Лимбурга покрыты лёссом эолового происхождения. Здесь развиты плодородные суглинистые почвы, составляющие основу земледелия.
Большинство диких животных Нидерландов вытеснено из мест обитания человеком. Тем не менее в стране встречается немало птиц, особенно водоплавающих. Многие редкие виды животных находятся под охраной в национальных парках и заповедниках. 21,96 % земли используется для пахоты.
Высшая точка страны — Валсерберг (322 м), расположенная на юго-востоке, а низшая — Заудпластполдер (−6,74 м ниже уровня моря).

### Климат
В целом климат умеренный, морской, характерно нежаркое лето и достаточно тёплая зима. Средняя температура июля составляет +16…+17 °C, января — около +2 °C на побережье и чуть холоднее вглубь континента. Абсолютный максимум температуры воздуха (+38,6 °C) был отмечен 23 августа 1944 года в Варнсвелде, абсолютный минимум (−27,4 °C) был зарегистрирован 27 января 1942 года в Винтерсвейке.
Зимой, когда из Восточной Европы вторгаются антициклоны, температура падает ниже 0 °C, выпадает снег, а каналы и озёра покрываются льдом. Хотя за год в среднем выпадает от 650 до 750 мм осадков, редкий день обходится без дождя. Часто бывают туманы, зимой иногда выпадает снег.

### Мелиорация

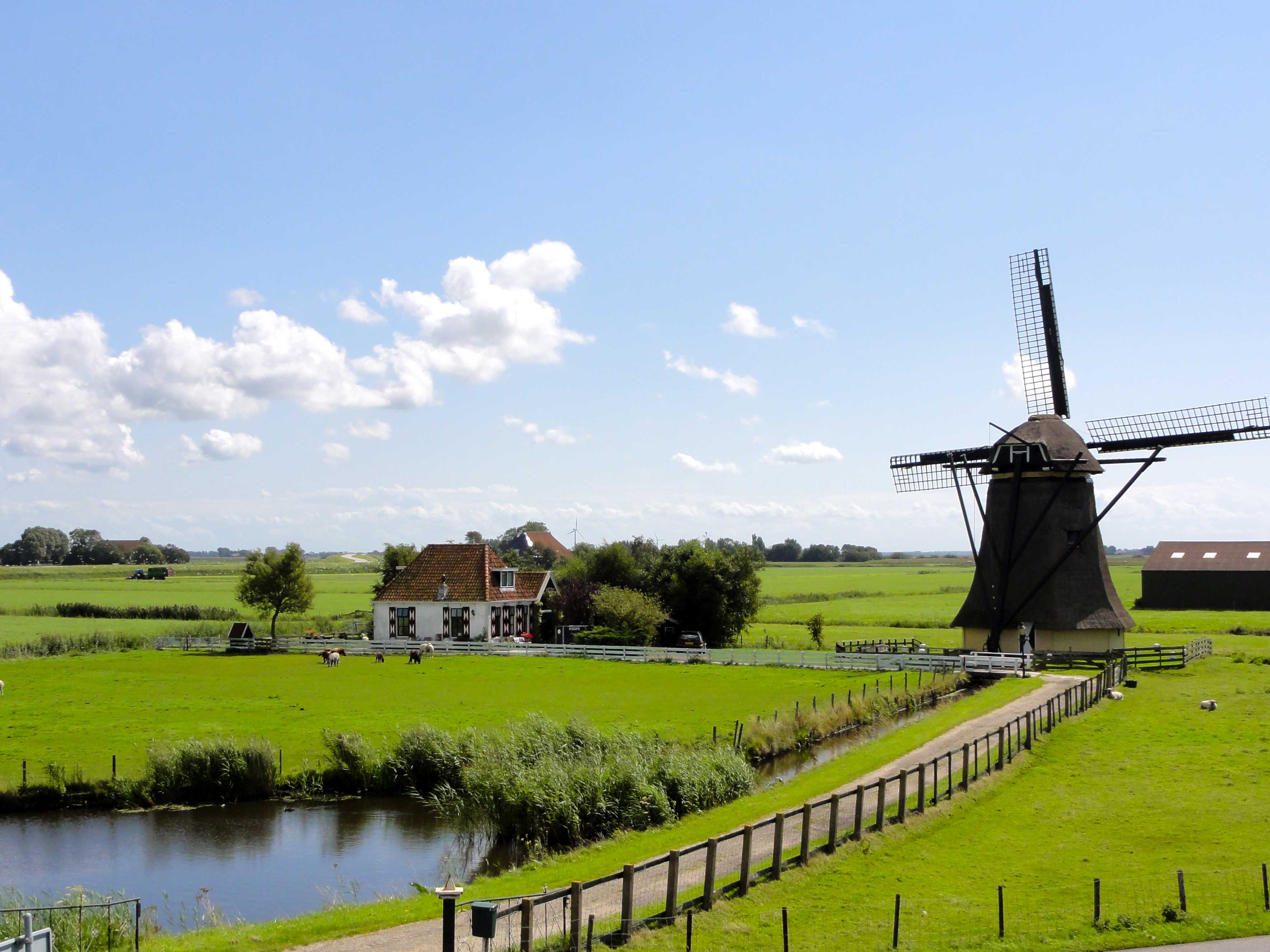
Фрисландия

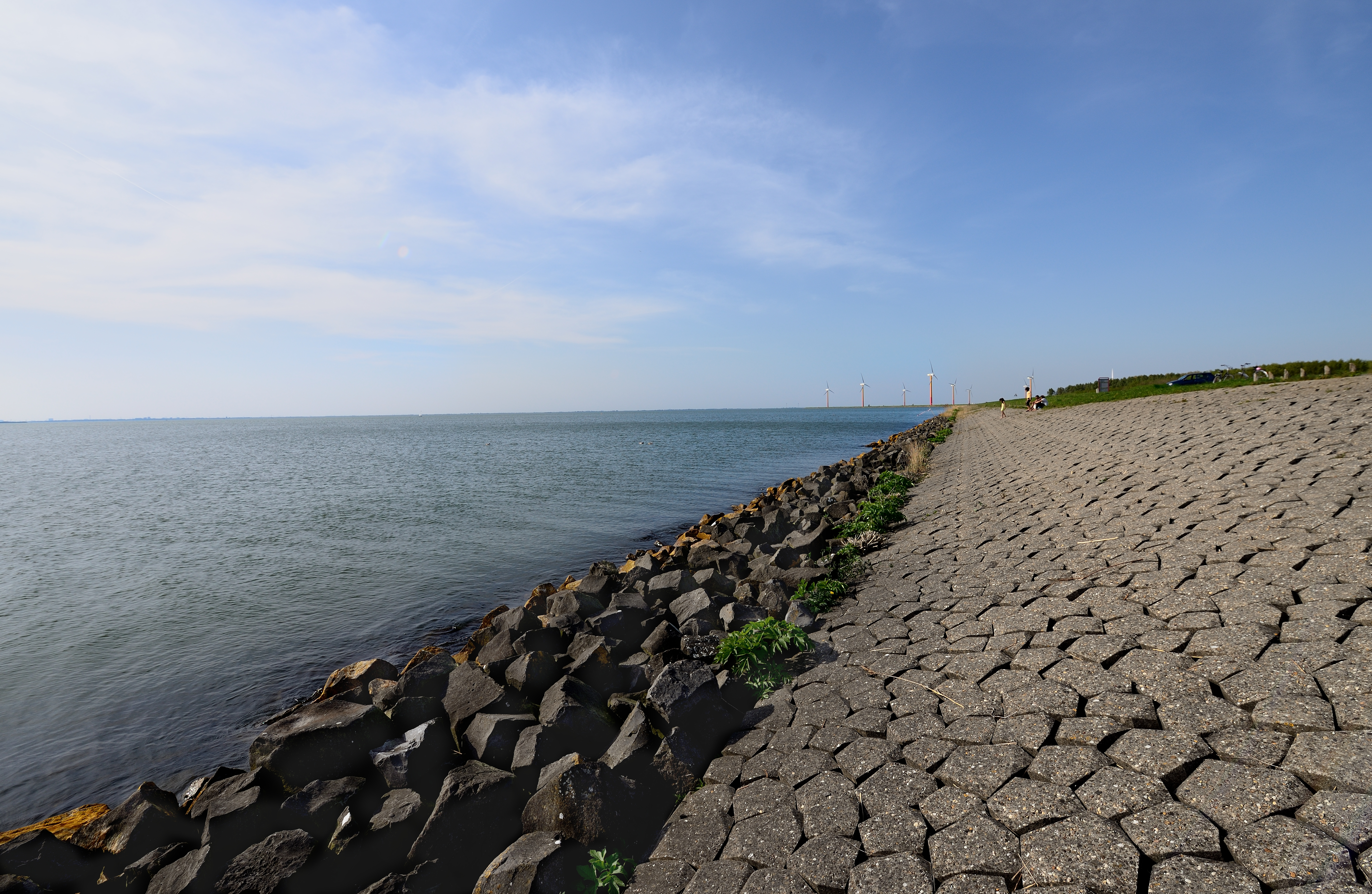
Алмере Стад, район города Алмере, укрепление берегов вертикальными пятигранными сваями

Четверть территории страны лежит ниже уровня моря, достигая минус 5—7 м, это мелиорированные марши, занимающие практически всю территорию провинций Северная и Южная Голландия, а также осушенные заливы — польдеры (в том числе вся провинция Флеволанд). Седьмая часть суши находится на высоте всего 1 м над уровнем моря, и только 1⁄50 часть территории страны — выше отметки 50 м. Со времён Римской империи нидерландцы отвоёвывают землю у моря. Первые польдеры появились ещё в XIII веке, и с тех пор вдоль побережья были осушены значительные площади. Но одновременно история Нидерландов — это история непрекращающейся борьбы людей с морем. Правда, сама же природа пришла здесь на помощь человеку, защитив часть побережья довольно широким поясом песчаных дюн. Но этот пояс был несплошной, и к тому же песок развеивался ветрами. Тогда люди стали укреплять дюны различными посадками, а в местах разрывов сооружать земляные дамбы и плотины. Такие же дамбы и плотины они начали возводить на реках. Отсюда происходят и многочисленные географические названия с окончанием «дам» (дамба, плотина), например Амстердам («плотина на реке Амстел») или Роттердам («плотина на реке Ротте»).
В наши дни общая протяжённость непрерывной цепи дамб и укреплённых дюн превышает 3000 км. Строят их уже не из песка и камня, а из железобетонных и стальных конструкций. Первостепенная важность данной проблемы послужила поводом организовать департамент по защите от наводнений — Ватерсхап (нидерл. Waterschap). Крупные мелиорационные проекты были осуществлены в 1930—1950 годы. Именно тогда было создано искусственное озеро Эйсселмер, ставшее крупнейшим в Западной Европе (на месте осушенного залива была образована 12-я нидерландская провинция Флеволанд). После сильного наводнения 1953 года, когда море прорвало многие береговые дамбы, было решено провести в жизнь проект «Дельта», предусматривавший отделение от моря устьев рек, с сохранением судоходства по многочисленным каналам. Отгородившись от моря, нидерландцы принялись за создание польдеров. Это тоже нидерландский термин, обозначающий отвоёванный у моря участок земли, защищённый со всех сторон дамбами и используемый для расселения людей и различных форм хозяйствования. Ещё больше польдеров стало возникать на месте осушенных озёр и торфяников, превращаемых в плодородные поля. Уже в 1960-х годах на месте одного из осушенных озёр к югу от Амстердама возник главный международный аэропорт страны — Схипхол, один из крупнейших в Европе. В средние века для откачки воды использовали ветряные мельницы, в XIX веке стали применять паровые насосы, а в XX веке — электрические помпы. Всего к началу XXI века в стране создано уже 2,8 тысячи больших и малых польдеров общей площадью 20 тысяч км², что соответствует примерно половине территории страны.
В Нидерландах существует 21 совет по управлению водными ресурсами. Они занимаются регулированием количества и качества воды.

### Часовые пояса
Территория Нидерландов располагается в часовом поясе под названием Центральноевропейское время (CET) (UTC+1) с переводом ежегодно часовой стрелки в последнее воскресенье марта в 2:00 на 1 час вперёд и в последнее воскресенье октября в 3:00 на 1 час назад (Центральноевропейское летнее время (UTC+2)). Специальные муниципалитеты Нидерландов (Бонайре, Синт-Эстатиус и Саба), как и составные части Королевства (Аруба, Кюрасао, Синт-Мартен), находятся в часовом поясе UTC-4.

## История
Первые археологические свидетельства пребывания древнего человека на территории нынешних Нидерландов относятся к нижнему палеолиту (около 800 тыс. лет назад). Они занимались охотой и собирательством. В конце ледникового периода территория была заселена различными палеолитическими группами. Около 8000 лет до н. э. на этой территории проживало мезолитическое племя, а в последующие несколько тысячелетий наступил железный век с относительно высоким уровнем жизни.

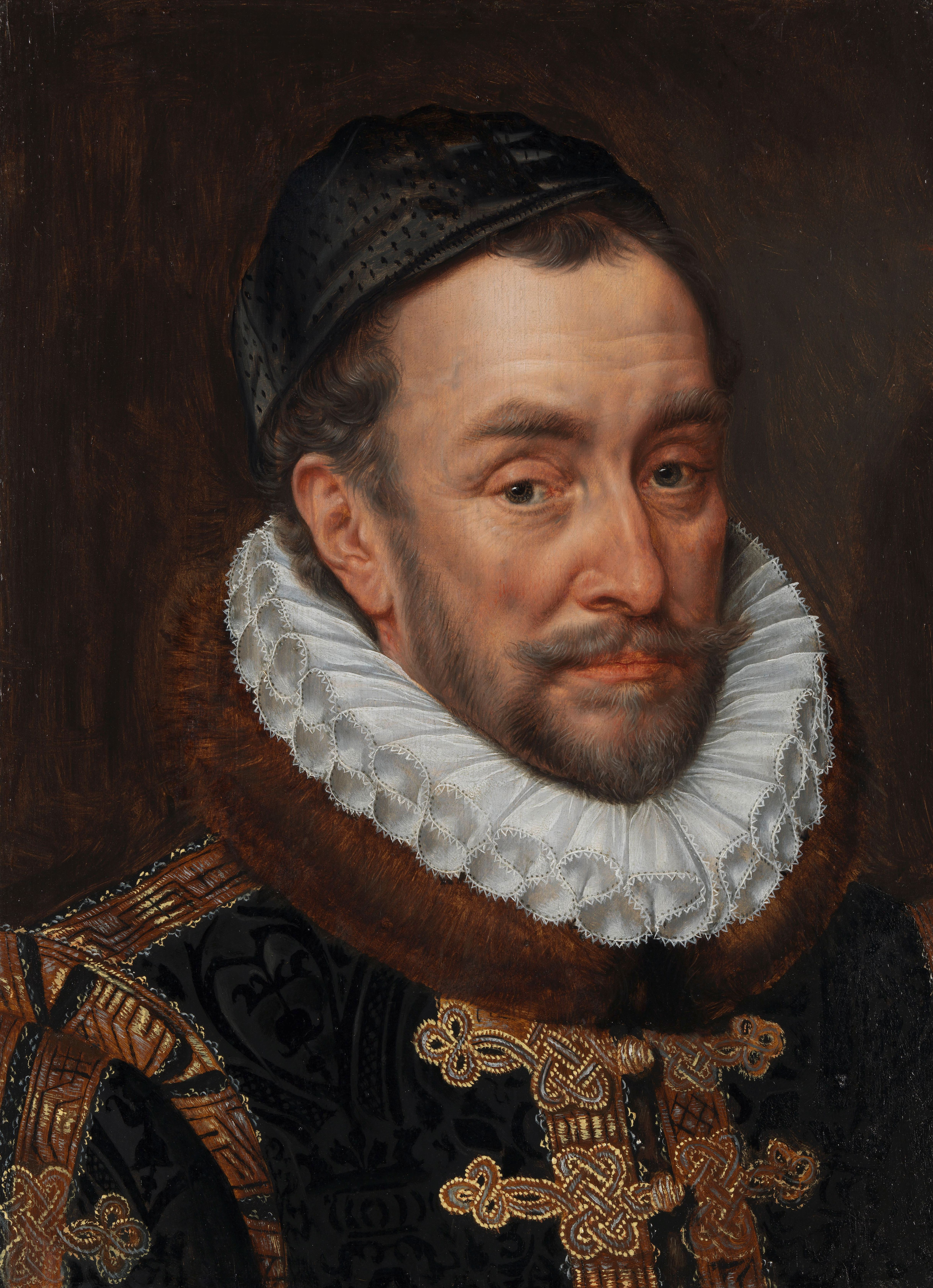
«Портрет Вильгельма I Оранского». Работа Адриана Томаса Кейя

Во время прибытия римлян территория современных Нидерландов была заселена германскими племенами, такими как тубанты, канинефаты и фризы, поселившимися там около 600 лет до нашей эры. Кельтские племена, такие как эбуроны и менапии, заселяли юг страны. Германские племена фризов являются одной из ветвей тевтонов, которые пришли на территории Нидерландов приблизительно в середине I тыс. до н. э. В начале римской колонизации в страну также прибыли германские племена батавы и токсандры. В период Римской империи южная часть нынешних Нидерландов была оккупирована римлянами и стала частью провинции Белгика (лат. Gallia Belgica), а позднее — провинцией Нижняя Германия (лат. Germania Inferior).
В Средние века Нижние страны (примерно состоящие из нынешних Бельгии и Нидерландов) включали в себя различные графства, герцогства и епархии, входившие в состав Священной Римской империи. Они были объединены в одно государство под властью Габсбургов в XVI веке. После распространения кальвинизма последовала Контрреформация, вызвавшая раскол в стране. Попытки испанского короля Филиппа II централизовать государство привели к восстанию против испанского господства под предводительством Вильгельма I Оранского. 26 июля 1581 года была провозглашена независимость страны, официально признанная другими государствами только после Восьмидесятилетней войны (1568—1648). В годы войны за независимость начался «Золотой век» Нидерландов, период экономического и культурного процветания, продлившийся всё XVII столетие.

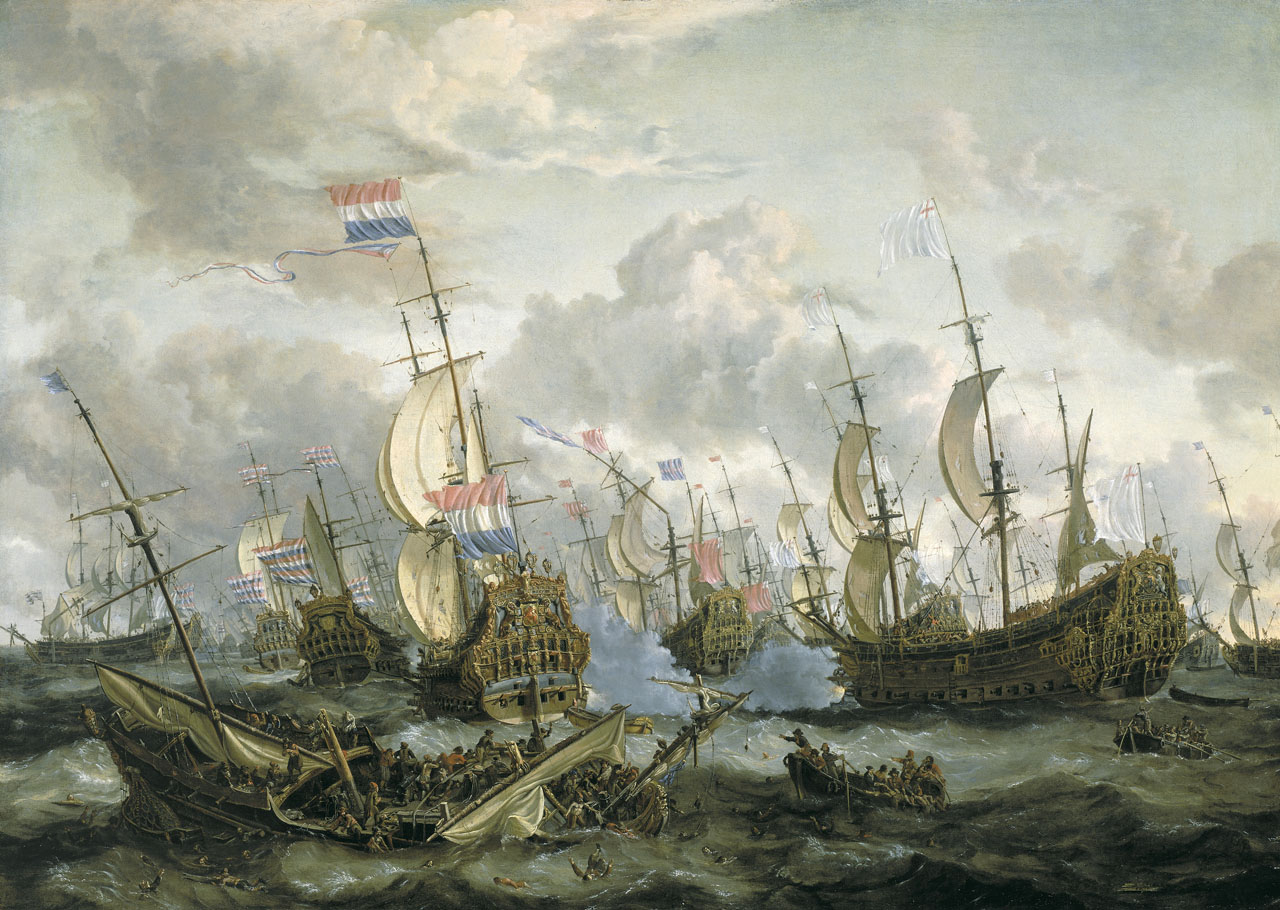
Вторая англо-голландская война

После прекращения французской оккупации в начале XIX века Нидерланды превратились в монархию под властью дома Оранских. В 1830 году Бельгия окончательно отделилась от Нидерландов и стала самостоятельным королевством; Люксембург обрёл независимость в 1890 году. Под давлением либеральных политиков страна в 1848 году была преобразована в парламентскую конституционную монархию. Такое политическое устройство сохранилось и до нынешнего дня, с кратким перерывом во время нацистской оккупации.
Нидерланды в ходе Первой мировой войны сохраняли нейтралитет, но во время Второй мировой войны в течение пяти лет были оккупированы Германией. В ходе германского вторжения Роттердам был подвергнут бомбардировке, при которой был почти полностью разрушен центр города. Жертвами Холокоста во время оккупации стали 104 000 местных евреев (более семидесяти процентов всех нидерландских евреев).

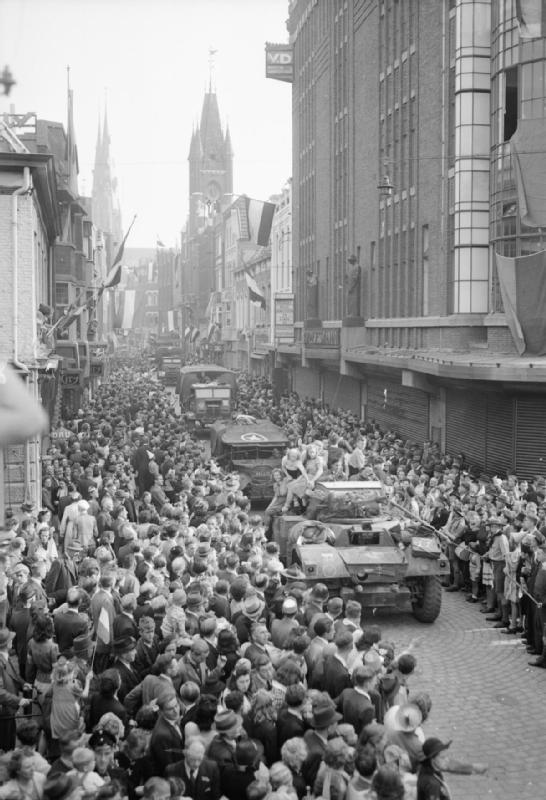
Освобождение Нидерландов в сентябре 1944 года

После войны началось быстрое восстановление страны, чему способствовал план Маршалла, организованный Соединёнными Штатами Америки. Благодаря этому Нидерландам быстро удалось восстановить национальную экономику и достичь экономического роста. Государственную независимость приобрели бывшие колонии Индонезия и Суринам. В результате массовой иммиграции из Индонезии, Турции, Марокко, Суринама и Антильских островов Нидерланды стали страной со многими культурами и большой долей мусульманского населения.
В шестидесятые и семидесятые годы произошли большие социальные и культурные изменения. Католики и протестанты стали больше общаться друг с другом, и различия между слоями населения тоже стали менее заметными из-за роста уровня жизни и развития образования. Экономические права женщин намного расширились, и они всё чаще стали занимать высокие позиции на предприятиях и в правительстве. Также им было предоставлено пассивное избирательное право, то есть право быть избранными. Правительство стало заботиться не только об экономическом росте, но и о защите окружающей среды. Население получило широкие социальные права; пенсии, пособия по безработице и инвалидности стали одними из самых высоких в мире.
25 марта 1957 Нидерланды стали одним из основателей Европейского союза и в дальнейшем много сделали для европейской интеграции. Однако на референдуме по Европейской Конституции в июне 2005 года больше половины нидерландцев проголосовали против её принятия. Не последнюю роль, в негативном плане, сыграл запрет на проведение референдума относительно перехода страны от гульдена на евро. Таким образом Нидерланды стали второй страной, после Франции, отвергшей проект единой конституции ЕС.
Премьер-министром с 22 июля 2002 года по 14 октября 2010 года являлся лидер Христианско-демократического призыва Ян-Петер Балкененде. 22 февраля 2007 года он сформировал свой четвёртый кабинет министров — коалицию Христианско-демократического призыва, Партии труда и малой партии Христианский союз (6 мест в парламенте). Заместителями Балкененде в правительстве стали лидер Партии труда Ваутер Бос и лидер Христианского союза Андре Раувут.
20 февраля 2010 года четвёртый кабинет министров Яна-Петера Балкененде распался из-за разногласий членов коалиции по поводу участия нидерландских войск в антитеррористической операции в Афганистане. Лидер Партии труда Ваутер Бос выступил за скорейший вывод всех нидерландских войск из Афганистана, тогда как лидер коалиции Ян-Петер Балкененде настаивает на продлении мандата в Афганистане ещё на один год (мандат истёк в августе 2010 года). В феврале 2010 года в Афганистане находились 1900 нидерландских солдат. Были назначены новые выборы.
На парламентских выборах 9 июня 2010 года правящая партия Христианско-демократический призыв лишилась 20 из 41 депутатских мандатов, а наилучших результатов на выборах добились либеральная Народная партия за свободу и демократию, левоцентристская Партия труда и известная своими антимусульманскими взглядами Партия свободы. 14 октября 2010 года новым премьер-министром Нидерландов стал Марк Рютте, лидер Народной партии за свободу и демократию. Партия свободы вошла в состав правящей коалиции с НПСД и ХДП без права на министерские посты. Партии правящей коалиции (НПСД, ХДП и ПС) имели 76 депутатских мандатов из 150 мест во Второй палате и 37 из 75 — в Первой.
23 апреля 2012 года Рютте подал королеве Беатрикс прошение об отставке. Причиной таких действий со стороны Рютте стали неудачные переговоры с оппозицией на тему бюджета 2013 года и возможных мер при выходе из финансового кризиса. В частности, одной из таких мер является сокращение государственных расходов на 16 миллиардов евро. После досрочных парламентских выборов, состоявшихся в сентябре 2012 года, Рютте сформировал коалиционное правительство Народной партии за свободу и демократию и Партии труда.

## Государственное устройство
Первая конституция Нидерландов 1815 года наделяла основной властью короля, но давала законодательные полномочия двухпалатному парламенту (Генеральным штатам). Современная конституция страны была принята в 1848 году по инициативе короля Виллема II и известного либерала Йохана Рудольфа Торбеке. Эту конституцию можно считать «мирной революцией», потому что она резко ограничила власть короля и передала исполнительную власть кабинету министров. Парламент отныне избирался на прямых выборах, и он получил большое влияние на решения правительства. Таким образом, Нидерланды стали одной из первых стран в Европе, совершивших переход от абсолютной монархии к конституционной монархии и парламентской демократии.
В 1917 году изменение в конституции дало избирательные права всем мужчинам, достигшим 23 лет; в 1919 году право голоса получили все женщины. С 1971 года право голоса имеют все граждане, достигшие 18 лет. Крупнейший пересмотр конституции произошёл в 1983 году. Отныне населению гарантировались не только политические, но и социальные права: защита от дискриминации (на основании религии, политических убеждений, расы, пола и другим причинам), запрет на смертную казнь и право на прожиточный минимум. Правительство получило обязанность защищать население от безработицы и охранять окружающую среду. Несколько изменений в конституции после 1983 года отменили службу в армии по призыву и разрешили использовать вооружённые силы для миротворческих операций за границей.
Монарх Нидерландов официально является главой государства, однако делегирует власть кабинету министров. К числу многих функций Короля как главы государства относится ежегодная Тронная речь, возглашаемая им в День принцев в начале парламентского года (День принцев приходится на третий вторник сентября). В Тронной речи представляются планы правительства на предстоящий год. Монарх играет также важную роль при формировании правительства. После выборов глава государства проводит консультации с лидерами фракций, председателями Первой и Второй палат парламента и с вице-председателем Государственного Совета. По их рекомендации Король может назначить «информатора», который выясняет, какие партии готовы к совместной работе в правительстве. До сих пор ещё не было ни одного случая, чтобы одна партия имела абсолютное большинство. В назначении информатора нет необходимости, если заранее известно, какие партии хотят совместно формировать кабинет. Результатом переговоров между этими партиями является соглашение об условиях формирования правительства. В этом соглашении излагаются планы коалиции на предстоящий четырёхлетний период правления. После достижения этого соглашения Король назначает «форматора», задача которого сформировать кабинет. Большей частью, форматор и становится премьер-министром нового правительства. Новые министры назначаются Королевским указом и приводятся к присяге Королём.
С 2013 года королём является Виллем-Александр из Оранской династии, наследницей престола — его старшая дочь принцесса Оранская Катарина-Амалия. С 1890 года по 2013 на престоле находились только женщины. Монарх нередко отрекается от престола в пользу наследника по достижении пожилого возраста (так сделали все три сменивших друг друга в XX веке королевы: Вильгельмина, Юлиана и Беатрикс). На практике монарх почти не вмешивается в политическую жизнь, ограничиваясь официальными церемониями, но в то же время имеет определённое влияние на формирование нового правительства после парламентских выборов и на назначение королевских комиссаров в провинциях.
Законодательной властью обладают монарх (номинально), Генеральные штаты (парламент) и в меньшей степени правительство. Парламент состоит из двух палат: первой (75 мест) и второй (150 мест). Вторая палата, обладающая основной властью, избирается всеобщим прямым голосованием на 4 года.
Первая палата избирается непрямым образом провинциальными парламентами. Очередные провинциальные выборы прошли 18 марта 2015 г.; состав Первой палаты избран 26 мая 2015 г. Функции первой палаты сводятся к ратификации законопроектов, уже разработанных и принятых второй палатой.
Исполнительная власть сосредоточена в руках кабинета министров (правительства). Правительство обязано согласовывать основные решения с парламентом, и поэтому формируется на основе парламентского большинства. Ни одна партия в недавней истории Нидерландов не имела абсолютного большинства в парламенте, поэтому правительства всегда носили коалиционный характер.

### Политические партии
Политическая жизнь Нидерландов достаточно богата и представлена многочисленными партиями. Среди наиболее популярных партий Нидерландов можно выделить: Народную партию за свободу и демократию, Демократы 66 и Партию свободы. На данный момент, после проведённых 17 марта 2021 года выборов в Палату представителей, следующие партии получили места:
|  | Название                                | Кол. мест |
|  | --------------------------------------- | --------- |

Количество занимаемых партиями мест по результатам выборов 2021 года

|  | Народная партия за свободу и демократию | 34        |
|  | Демократы 66                            | 24        |
|  | Партия свободы                          | 17        |
|  | Христианско-демократический призыв      | 15        |
|  | Социалистическая партия                 | 9         |
|  | Партия труда                            | 9         |
|  | Зелёные левые                           | 8         |
|  | Форум за демократию                     | 9         |
|  | Партия защиты животных                  | 6         |
|  | Христианский Союз                       | 5         |
|  | Вольт Нидерланды                        | 3         |
|  | JA21                                    | 3         |
|  | Реформатская партия                     | 3         |
|  | Денк                                    | 3         |
|  | Партия 50+                              | 1         |
|  | Фермерско-гражданское движение          | 1         |
|  | BIJ1                                    | 1         |

### Правовая система
- Высшая судебная инстанция — Верховный Совет Нидерландов (нидерл. Hoge Raad der Nederlanden).
- Суды апелляционной инстанции — 4 судебные палаты (нидерл. Gerechtshoven).
- Суды первой инстанции — 11 трибуналов (нидерл. Rechtbanken).
- Низшее звено судебной системы — кантональные суды (нидерл. Kantongerechten).
- Органы прокурорского надзора — Генеральная прокуратура (нидерл. Parket-generaal), во главе с генеральным адвокатом (нидерл. Advocaat-generaal).
- Окружные прокуратуры (нидерл. Ressortsparketten), во главе с Главным генеральным адвокатом (нидерл. Hoofdadvocaat-generaal), по одному на судебную палаты.
- Районные прокуратуры (нидерл. Arrondissementsparketten), во главе с главным офицером юстиции (нидерл. Hoofdofficier van justitie), по одному на трибунал.

## Административное деление

Нидерланды и их заморские территории

Нидерланды делятся на 12 провинций (последняя провинция Флеволанд создана в 1986 году на осушенных территориях), провинции делятся на общины. В составе Нидерландов также находятся три особые общины в Карибском море: Бонайре, Саба и Синт-Эстатиус. Представительные органы провинций — провинциальные штаты (нидерл. Provinciale Staten), исполнительные органы провинций — депутаты штатов (нидерл. Gedeputeerde Staten), состоящая из комиссара короля
(нидерл. Commissaris van de Koning) и депутатов (нидерл. Gedeputeerde), представительные органы общин — общинные советы (нидерл. Gemeenteraden), исполнительный орган — коллегия бургомистра и советников (нидерл. College van burgemeester en wethouders), состоящая из бургомистра (нидерл. Burgemeester) и советников.
Основные единицы местной администрации — общины, которых на 2020 год насчитывается 355.
| №     | Провинции          | Общая площадь, км² | Площадь суши, км² | Население (2018), чел. | Столица     |
| ----- | ------------------ | ------------------ | ----------------- | ---------------------- | ----------- |
| 1     | Гелдерланд         | 5 136,51           | 4 971,76          | 2 060 103              | Арнем       |
| 2     | Гронинген          | 2 960,03           | 2 333,28          | 582 944                | Гронинген   |
| 3     | Дренте             | 2 680,37           | 2 641,09          | 492 100                | Ассен       |
| 4     | Зеландия           | 2 933,89           | 1 787,13          | 382 304                | Мидделбург  |
| 5     | Лимбург            | 2 209,22           | 2 150,87          | 1 117 198              | Маастрихт   |
| 6     | Оверэйсел          | 3 420,86           | 3 325,62          | 1 151 501              | Зволле      |
| 7     | Северный Брабант   | 5 081,76           | 4 916,49          | 2 528 286              | Хертогенбос |
| 8     | Северная Голландия | 4 091,76           | 2 671,03          | 2 831 182              | Харлем      |
| 9     | Утрехт             | 1 449,12           | 1 385,02          | 1 295 484              | Утрехт      |
| 10    | Флеволанд          | 2 412,30           | 1 417,50          | 411 670                | Лелистад    |
| 11    | Фрисландия         | 5 748,74           | 3 341,70          | 647 268                | Леуварден   |
| 12    | Южная Голландия    | 3 418,50           | 2 814,69          | 3 681 044              | Гаага       |
| Всего | Всего              | 41 543,06          | 33 756,18         | 17 181 084             |             |

## Население
С 1900 года население Нидерландов в млн. человек, естественный прирост на 1000 человек, миграционный прирост (на 1000 человек) и суммарный коэффициент рождаемости (2,1 уровень воспроизводства населения).

### Численность и размещение
Этнический состав Нидерландов по состоянию на 2022 год
 Голландцы и фризы (74,77 %) Турки и курды (2,44 %) Марокканцы и берберы (2,38 %) Суринамцы (2,05 %) Индонезийцы и молукканцы (1,99 %) Немцы (1,95 %) Поляки (1,26 %) Кюрасао (0,77 %) Бельгийцы (0,7 %) Другие (11,69 %)
Религиозная идентификация в Нидерландах на 2021 год
 Иррелигиозны (57,5 %) Католики (18,3 %) Протестанты (13,6 %) Мусульмане (4,6 %) Другие религии (6,1 %)

Возрастно-половая пирамида населения Нидерландов на 2022 год

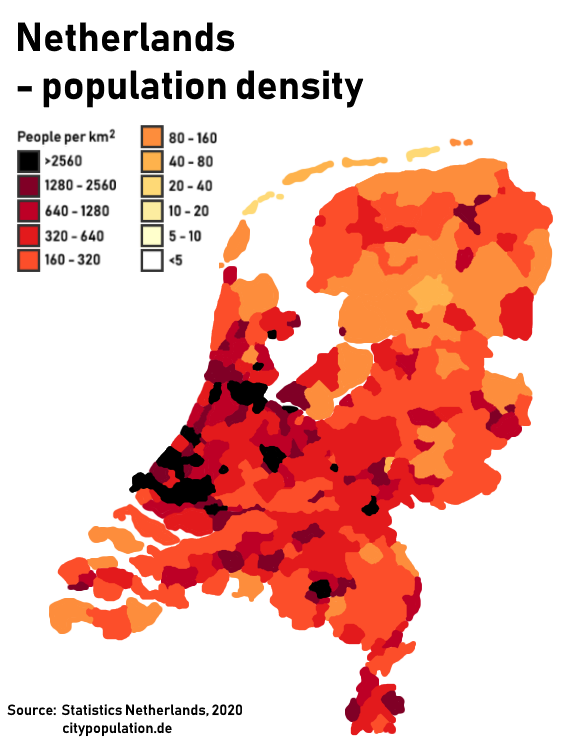
Плотность населения по Общинам Нидерландов по состоянию на 2020 год

Численность населения составляет 17 998 900 человек ( 18 августа 2025). В списке стран по количеству жителей Нидерланды занимают 66-е место. По сравнению с другими странами Европы население Нидерландов весьма быстро росло последние полтора века: 3 миллиона жителей в 1850 году, 5 миллионов — в 1900-м, 10 миллионов — в 1950-м, 15 миллионов — в 1991-м, 16 миллионов — в 2002-м и 17 миллионов — в 2017-м. Для сравнения: население Бельгии в тот же период увеличилось всего примерно в два раза: с 4,5 миллиона жителей в 1850 году до 10 миллионов в 2000-м.
По официальному прогнозу центрального статистического бюро Нидерландов от 2020 года население Нидерландов по базовому сценарию к 2070 году составит 20 423 000 человек. Население Нидерландов будет расти в ближайшие десятилетия, главным образом из-за того, что в Нидерланды приезжает больше людей, чем уезжает, а также из-за увеличения продолжительности жизни. С 2023 года также будет рождаться больше детей, но в долгосрочной перспективе этого будет недостаточно, чтобы компенсировать растущее число смертей вызванное демографическим старением населения. Согласно текущим исследованиям, между 2040 и 2060 годами ежегодно будет умирать больше населения, чем рождаться. Ожидается, что население Нидерландов в возрасте старше 65 лет вырастет с 20 % в конце 2020 года до 25 % в 2040 году. Это результат послевоенного бэби-бума и большого числа рождённых в 1960-х годах, а также увеличения продолжительности жизни. Ожидается, что число пожилых людей стабилизируется между 2040 и 2050 годами, когда меньшие поколения переживут 65 лет и многие пожилые люди из послевоенных поколений умрут. После 2050 года количество пожилых людей в населении снова увеличится, отчасти потому, что большому поколению миллениалов тогда исполнится 65 лет. Ожидается, что население Нидерландов в возрасте от 20 до 65 лет вырастет с 10,3 миллиона человек в 2021 году до 10,9 миллиона человек в 2070 году. Число людей в возрасте от 0 до 20 лет вырастет с 3,7 миллиона человек в 2021 году до 4,2 миллиона человек в 2070 году. За последние двадцать лет (с 2000 г. по конец 2020 г.) население Нидерландов увеличилось на 1,5 миллиона жителей, 96 % данного роста обеспечили иммигранты и их потомки, это связано с иммиграцией, а также с тем, что у первого поколения мигрантов были дети (второе поколение иммигрантов). Население Нидерландов коренного голландского происхождения сокращается с 2015 года, потому что больше людей умирает, чем рождается детей, и немного больше людей эмигрируют, чем иммигрируют. В ближайшие десятилетия, как и до этого начиная с 1970-х годов, в связи с завершением демографического перехода, население Нидерландов будет расти только за счет иммигрантов и их потомков, а население Нидерландов коренного голландского происхождения будет продолжать сокращаться. Если на 1 ноября 2021 года в общей сложности иммигранты и их потомки составляли 25,2 % населения Нидерландов, то уже к 2070 году ожидается что иммигранты и их потомки будут составлять до 42 % населения Нидерландов. Как и в 2020 году, так и в будущем почти половина населения Нидерландов иммигрантского происхождения родились в самих Нидерландах (второе поколение иммигрантов), причем по крайней мере один из их родителей родился за границей.
При площади территории в 41 543 км², согласно данным на 2020 год, Нидерланды имеют плотность населения 517 человек на квадратный километр. Таким образом, Нидерланды являются 15-м по плотности населения государством в мире. Наиболее плотно заселены три западные провинции: Северная Голландия, Южная Голландия и Утрехт (средняя плотность населения 1000 чел./км² и более; максимальные показатели отмечаются в урбанизированных районах — свыше 2000 чел./км²). Во многом благодаря этому, а также развитой экономики и высоким уровнем доходов населения, Нидерланды являются одной из стран с наиболее развитой транспортной и информационной инфраструктурой. На 2020 год, по данным МСЭ, в стране насчитывалось 16 383 879 интернет-пользователей, что составляло примерно 95,4 % от всего населения страны, по этому показателя Нидерланды занимали 4-е место в ЕС после Дании — 97,9 %, Мальты — 97,2 %, Литвы — 96,8 % и Эстонии — 96,3 %.

### Этнический состав
По состоянию на 1 мая 2022 года в общей сложности иммигранты и их потомки составляли 4 540 098 человек, или 25,7 % населения Нидерландов. В Нидерландах живут две коренные группы населения — голландцы и фризы, а также большое число иммигрантов.
Государственный язык — нидерландский — один из германских языков; фризы говорят на фризских языках.
Согласно данным The World Factbook, этнический состав населения по состоянию на 2018 год: 76,9 % — голландцы, 6,4 % — граждане других стран членов ЕС, 2,4 % — турки, 2,3 % — марокканцы, 2,1 % — индонезийцы, 2,1 % — немцы, 2 % — суринамцы, 1 % — поляки, 4,8 % — другие этнические группы. Этнический состав населения по состоянию на 2021 год: 75,36 % — голландцы и фризы, 2,42 % — турки и курды, 2,37 % — марокканцы и берберы, 2,05 % — суринамцы, 2,02 % — индонезийцы и молукканцы, 1,98 % — немцы, 1,2 % — поляки, 0,75 % — кюрасао, 0,7 % — бельгийцы, 11,15 % — другие этнические группы.
В четырёх крупнейших городах страны (Амстердам, Гаага, Роттердам и Утрехт) растет количество иммигрантов. По состоянию на 1 января 2020 года в общей сложности иммигранты и их потомки составляли 24,2 % населения Нидерландов, но эта доля была выше в крупных городах. В четырёх крупнейших городах вместе взятых иммигранты и их потомки составляли 51,8 % населения. В Амстердаме иммигранты и их потомки составляли 55,6 % населения. В Гааге, Роттердаме и Утрехте этот показатель составил 55,6 %, 52,3 % и 36,1 %, соответственно.

### Половозрастная структура
Средний возраст населения Нидерландов, согласно данным The World Factbook, на 2020 год составил 42,8 года (32-е место в мире), в том числе, 41,6 года у мужчин и 44 года у женщин. Население Нидерландов является самым высоким в мире: средний рост взрослых мужчин — 182,5 см, взрослых женщин — 168,7 см.

### Религия
Состав населения по вероисповеданию по состоянию на 2021 год: 18,3 % — католики, 13,6 % — протестанты, 4,6 % — мусульмане, 6,1 % — исповедуют другие религии (включая индуистов, буддистов, евреев), 57,5 — иррелигиозны.

## Экономика
Преимущества: высококвалифицированная и многоязычная рабочая сила. Отличная инфраструктура. Дорогостоящая социальная система с высокими налогами и социальными страховыми выплатами. Треть государственных доходов идёт на социальные выплаты. Высокие затраты на зарплату.
Низкая инфляция — на август 2017 года этот показатель составил 1,3 %. Однако вследствие восстановления экономики после пандемии COVID-19, а также влияния вторжения России в Украину инфляция подскочила в Нидерландах до рекордных значений в размере 10,2 %. На июнь 2023 года, годовая инфляция в стране составила 5,7 %.
Уровень безработицы по данным на май 2023 года составляет 3,5 %. По состоянию на 2022 год, средний размер оплаты труда в Нидерландах составляет €4230 (до вычета налогов) и €3292 (после вычета налогов) в месяц. Правительство Нидерландов корректирует размер минимальной заработной платы два раза в год 1 января и 1 июля, в соответствии с изменениями средней, коллективно согласованной заработной платы в Нидерландах. С 1 января 2023 года минимальный размер оплаты труда для лиц старше 21 года в Нидерландах составляет 1934,40 евро (брутто).
Слабые стороны: Стареющее население.

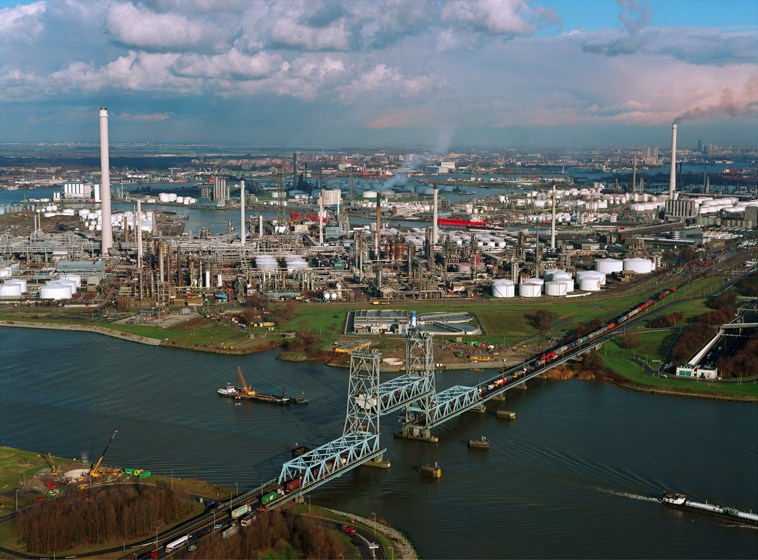
Роттердам

Нидерланды имеют современную высокоразвитую постиндустриальную экономику. Важнейшие отрасли:
- Машиностроение;
- Электроника;
- Нефтехимия;
- Авиастроение;
- Судостроение;
- Чёрная металлургия;
- Текстильная промышленность;
- Мебельная промышленность;
- Целлюлозно-бумажная промышленность.

Нидерланды — высокоразвитая в экономическом плане страна. На сферу услуг приходится 73 % ВВП, промышленность и строительство — 24,5 %, сельское хозяйство и рыболовство — 2,5 %. Среди важнейших секторов оказания услуг преобладают: транспорт и связь, кредитно-финансовая система, научно-исследовательские и опытно-конструкторские работы (НИОКР), образование, международный туризм, комплекс деловых услуг.
Тяжёлая индустрия — нефтепереработка, химическое производство, чёрная металлургия и машиностроение — сосредоточены в прибрежных районах, особенно в Роттердаме, а также в Эймейдене, Дордрехте, Арнеме и Неймегене. Все эти города стоят на судоходных реках или каналах. На морском побережье расположены ветроэнергетические фермы. Развито также производство сыров, шоколада, сигар, джина, пива. Известной отраслью, несмотря на скромные масштабы, является обработка алмазов в Амстердаме.

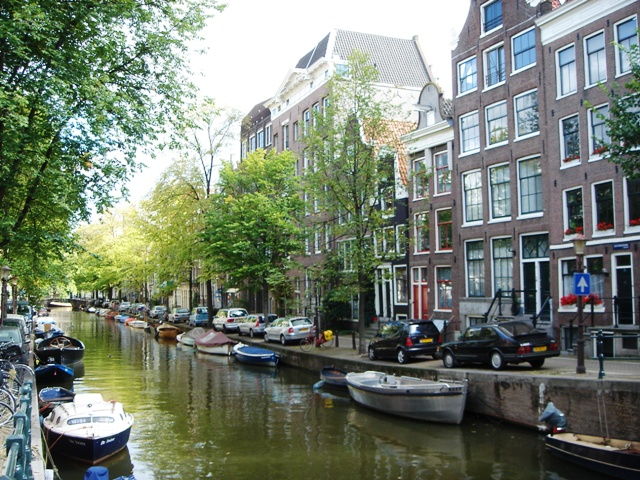
Улицы-каналы Амстердама

В Нидерландах расположены штаб-квартиры и производственные мощности таких транснациональных и европейских компаний, как Royal Dutch Shell, Unilever, Royal Philips Electronics.
Нидерландская банковская система представлена такими банками, как ABN AMRO, ING Groep N.V. и Rabobank. В 2002 году Нидерланды ввели у себя общеевропейскую валюту евро, заменив ею гульден.
Зоны с особым экономическим режимом расположены на Антильских островах, в частности, на острове Кюрасао, что является весомой экономической зоной Королевства Нидерландов.
Основные статьи импорта: нефть, автомобили, чугун и сталь, одежда, цветные металлы, пищевые продукты, различное транспортное оборудование, каучук.
Основные статьи экспорта: продукты химической промышленности, мясо, парниковые овощи, продукты цветоводства, природный газ, изделия из металла.
Основные торговые партнёры страны: Германия, Бельгия, Великобритания, Франция.

### Добывающая промышленность
Важное значение в добывающей промышленности Нидерландов занимает природный газ. По трубопроводам газ распределяется из Гронингена по всей стране и на экспорт. По запасам этого полезного ископаемого Нидерланды занимают первое место в Западной Европе и с показателем добычи 3,1 % — шестое место в мире. До 1975 года в провинции Лимбург добывали уголь. В городах Хенгело и Делфзейл работали соляные шахты с объёмом добычи 4 млн тонн в год. Запасы природного газа оцениваются в 1615 млрд м³ по состоянию на 2017 год. На голландской части континентального шельфа ведётся добыча нефти. Присутствуют также глины.

### Транспорт
Плоский рельеф создаёт благоприятные условия для развития сети дорог, но большое число рек и каналов создаёт определённые трудности и риски в дорожном строительстве. О малой площади государства говорит тот факт, что от одной границы до другой можно добраться за 3-4 часа.
Общая длина железнодорожной сети составляет 2753 км (из них электрифицированы — более 2000 км).
Общая протяжённость автомобильных дорог составляет 138 641 км, из них автомагистралей — 2756 км.
Протяжённость судоходных рек и каналов, доступных для судов водоизмещением до 50 тонн, составляет 6237 км.
Важную роль в экономике страны также играет океанское судоходство. Роттердам является одним из крупнейших морских портов мира по грузообороту. Нидерланды перерабатывают значительную часть европейских грузопотоков. Авиакомпания KLM обслуживает многие международные маршруты.
Правительство Нидерландов непрерывно борется с автомобильными пробками в целях улучшения транспортной ситуации на дороге и экологической обстановки в целом. Во многих крупных городах заторы на дорогах являются причиной загрязнения окружающей среды, где доля такого ущерба для окружающей среды составляет 50 % от общего количества.
Велосипед в Нидерландах является широко используемым видом транспорта. Передвигаясь на велосипеде по стране, можно преодолеть расстояние, сравнимое с поездкой на поезде. По некоторым оценкам, у голландцев имеется не менее 18 миллионов велосипедов, что составляет более одного велосипеда на душу населения. В 2013 году Европейская федерация велосипедистов оценила Нидерланды и Данию как наиболее благоприятные для велосипедистов страны в Европе. Велосипед — наиболее используемый вид транспорта в обычный день. Вдоль транспортных магистралей имеется около 35 000 км велосипедных дорожек, физически отделенных от моторизованного транспорта. На оживленных перекрестках часто устанавливают светофоры для велосипедистов. В городах организованы большие стоянки для велосипедов, особенно в центре и на вокзалах.
В стране работают 22 пассажирских аэропорта, статус международных имеют 5 аэропортов: Схипхол (Амстердам), Роттердам, Эйндховен, Маастрихт Аахен, Элде. Крупнейшим аэропортом страны является Схипхол, который находится в 22 км от Амстердама и принимает все международные и внутренние направления и в среднем обслуживает 236 рейсов в день. Второй по значимости аэропорт расположен в Эйндховене, который принимает внутренние рейсы, а также из Европы и других близлежащих стран. Данный аэропорт также популярен среди авиакомпаний-лоукостеров. Остальные аэропорты чаще служат для выполнения чартерных и внутренних рейсов.

### Сельское хозяйство
Несмотря на размеры территории, Нидерланды занимают второе место в мире по экспорту продовольствия, измеренное по значению, уступая только США, и первое место — в Европейском Союзе. В 2016 году сельскохозяйственный экспорт превысил 94 млрд евро против 90 млрд в 2015 году. В настоящее на агропродовольственный сектор приходится 22 % от общего объёма экспорта страны. Страна экспортирует главным образом овощи, фрукты, молочные продукты, мясо и продукты переработки, цветы. Стоит отметить растущий спрос на голландские сельскохозяйственные материалы и технологии (энергоэффективные теплицы, системы точного земледелия посредством GPS и беспилотных летательных аппаратов, новые открытия, которые делают культуры более устойчивыми к последствиям изменения климата и болезней). В Нидерландах развито рыболовство.

#### Земельные угодья
По состоянию на 2015 год, около 31 % сельскохозяйственных угодий занято пахотными землями, 24 % — пастбищами и 11 % покрыто лесами. За почвой в Нидерландах ухаживают тщательно, кроме того, по количеству вносимых минеральных удобрений на гектар страна в 2005 году занимала первое место в мире. Площадь орошаемых для сельскохозяйственных нужд земель составляет 5650 км² (по данным на 2003 год).

#### Растениеводство
В некоторых районах страны (в районе Амстердама) преобладает цветоводство. Выращивается также картофель, сахарная свёкла и зерновые культуры и т. д. Важная статья экспорта — высококачественные парниковые и консервированные овощи.

#### Животноводство
Пятое место в Европе по производству масла и четвёртое по производству сыра. Наиболее распространено пастбищное животноводство, на польдерах выпасается более 4,5 млн голов крупного рогатого скота (около 3,5 % от скота ЕС). Молочное стадо в 2005 году насчитывало около 1,4 млн голов (в середине 1980-х было около 2,5 млн голов), продуктивность стада очень велика — средние надои составляют более 9 тыс. литров молока в год. В последние годы правительство Нидерландов принимает меры, которые направлены на сокращение количества молочного скота для минимизации производства фосфатов и их влияния на окружающую среду. По словам министра сельского хозяйства Нидерландов Мартина ван Дамма, в планах государственной программы по уменьшению поголовья скота будет ликвидировано 60 тыс. голов, из которых 31 500 уже были забиты. Эти меры были приняты после того, как Нидерланды исчерпали лимиты на кормовые фосфаты, которые были санкционированы Европейским Союзом.

#### Тепличное хозяйство
По площадям, отведённым под тепличное хозяйство, Нидерланды занимают первое место в мире. С 1994 по 2005 год площадь теплиц возросла с 13 до 15 тыс. га, обогреваются теплицы обычно при помощи местного природного газа. 60 % защищённого грунта отведено под цветоводство.

## Вооружённые силы и спецслужбы
Вооружённые силы Нидерландов (нидерл. Nederlandse krijgsmacht) состоят из четырёх родов войск:
- Королевские сухопутные силы (нидерл. Koninklijke Landmacht, KL).
- Королевские Военно-морские силы (нидерл. Koninklijke Marine, KM), включающие службу военно-морской авиации (нидерл. Marine-Luchtvaartdienst) и корпус морской пехоты (нидерл. Korps Mariniers).
- Королевские Военно-воздушные силы (нидерл. Koninklijke Luchtmacht, KLu)
- Королевская военная полиция (нидерл. Koninklijke Marechaussee).

Главнокомандующим всеми родами войск является король Нидерландов Виллем-Александр. Командующий Королевскими военно-морскими сил Нидерландов и Адмирал Бенилюкса — генерал-лейтенант Роб Веркерк. Действующий Министр обороны — Анк Бейлевелд.

## Культура и наука

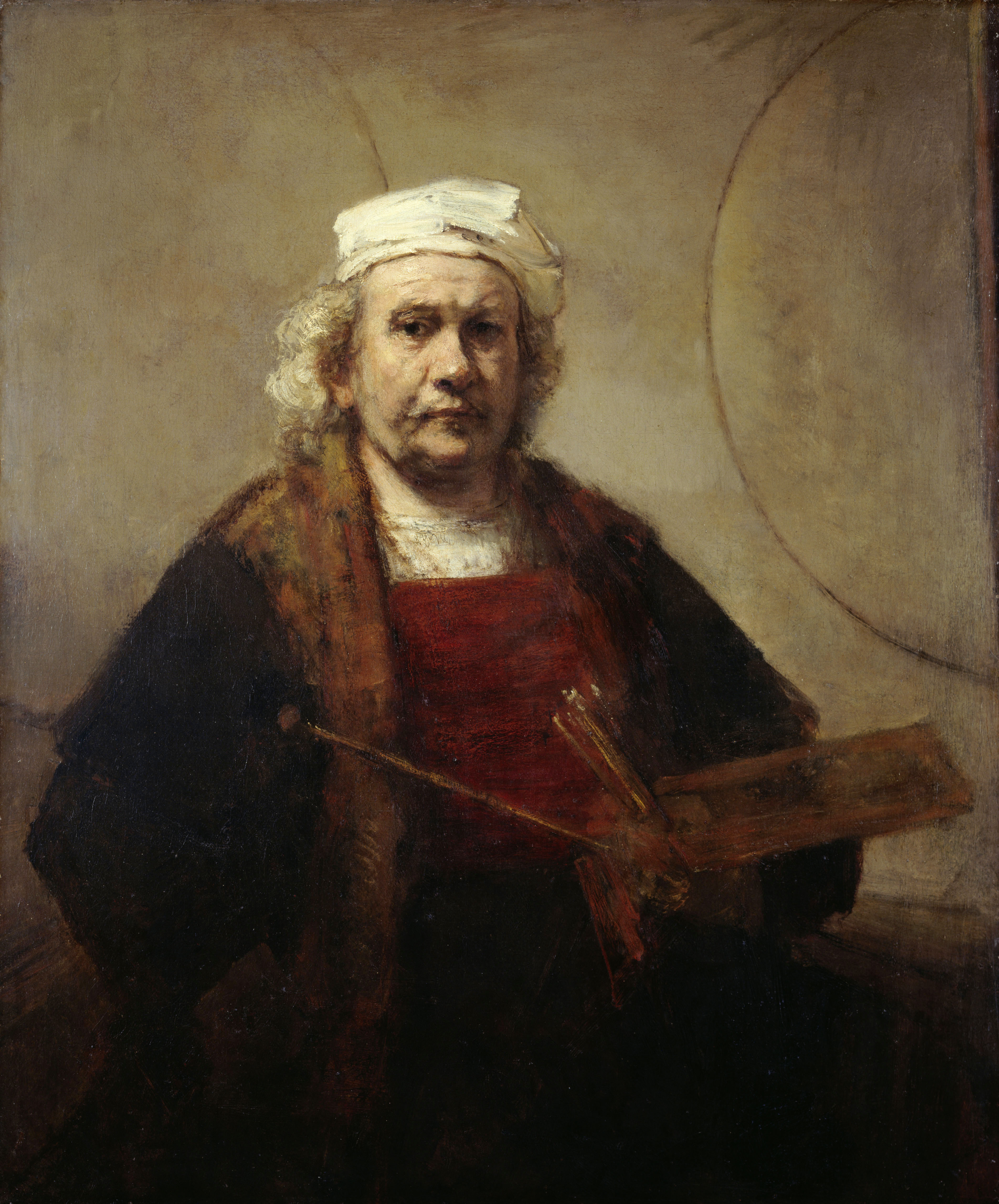
Рембрандт ван Рейн — один из самых известных художников мира

В Нидерландах жили и работали многие известные художники. В XVI веке создал свои произведения Иероним Босх. В XVII веке жили такие мастера, как Рембрандт ван Рейн, Ян Вермеер, Ян Стейн и многие другие. В XIX и XX веках были знамениты Винсент Ван Гог и Пит Мондриан. Морис Корнелис Эшер известен как художник-график. Виллем де Конинг получил образование в Роттердаме, и впоследствии стал известным американским художником. Хан ван Меегерен прославился своими подделками классических картин.
В Нидерландах жили философы Эразм Роттердамский и Спиноза, там были выполнены все основные работы Декарта. Учёный Христиан Гюйгенс открыл спутник Сатурна Титан и изобрёл маятниковые часы. Питер ван Мушенбрук изобрел первый электрический конденсатор
«Золотой век» Нидерландов также привёл к расцвету литературы, известными писателями были Йоост ван ден Вондел и Питер Корнелисзон Хофт. В XIX веке Мультатули (Эдуард Доувес Деккер) написал о плохом обращении с аборигенами в нидерландских колониях. Важными писателями XX века были Харри Мюлиш, Ян Волкерс, Симон Вестдейк, Герард Реве, Виллем Фредерик Херманс и Сейс Нотебоом. Анна Франк написала знаменитый «Дневник Анны Франк», который был издан после её смерти в нацистском концлагере и переведён с нидерландского на все основные языки.
Нидерландское искусство 20 в. приобрело более экспериментальный характер, в то же время не отказываясь полностью от традиционного реализма. В 1950-х годах оживился интерес к поэзии. В произведениях таких писателей, как Виллем Фредерик Херманс, Герард Реве, Харри Мюлиш описание дисгармоничных сторон жизни переплетается с реалистическими традициями. В живописи и скульптуре представлены все современные направления, среди которых в 1950-е годы наиболее выделялась группа «Кобра» во главе с таким мастером, как Карел Аппел. В музыке международное признание завоевал композитор Виллем Пейпер. Во всех крупных городах имеются замечательные симфонические оркестры, из них наиболее известны Амстердамский и Гаагский королевский оркестры. Нидерландский балет — один из лучших в Европе.

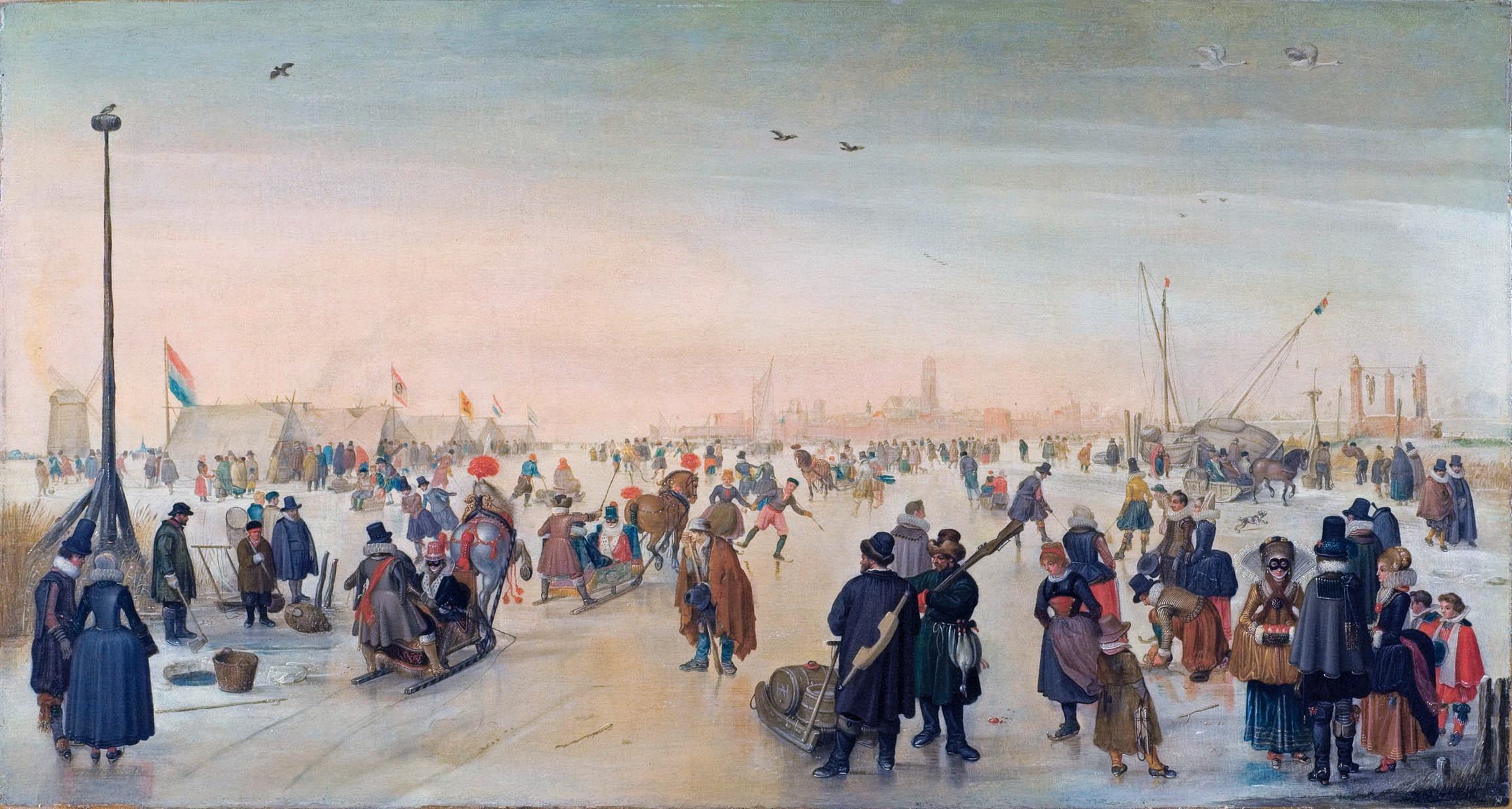
Сцена на льду. 1620. Хе́ндрик А́веркамп

Среди известных нидерландских кинорежиссёров — Йос Стеллинг и Паул Верхувен. Среди актёров наиболее известен Рутгер Хауэр, а среди актрис — Сильвия Кристель и Фамке Янссен. Также всемирно известны такие метал-группы как Pestilence, The Gathering, Ayreon, Within Temptation, Delain, Exivious и Epica, а также рок-группы Shocking Blue и Focus. Кроме того, Нидерланды славятся известными на весь мир саунд-продюсерами и диджеями — Tiësto, Hardwell, Armin van Buuren, Dannic, Ferry Corsten, Afrojack, Sander van Doorn, Laidback Luke, Mitch Crown, Sidney Samson, Martin Garrix.
В Нидерландах немало музеев. Выдающиеся произведения живописи нидерландских художников представлены в Рейксмюсеуме и доме-музее Рембрандта в Амстердаме, музее Бойманса — ван Бёнингена в Роттердаме и музее Маурицхёйс в Гааге, а также в некоторых крупных провинциальных музеях, например музее Франса Халса в Харлеме и Центральном музее Утрехта. Городской музей Амстердама имеет крупную коллекцию искусства XIX—XX веков. В государственном музее Винсента ван Гога в Амстердаме хранится более 700 картин и набросков мастера. В музее Крёллер-Мюллер в Оттерло также представлена большая коллекция произведений Ван Гога; кроме того, там представлено собрание произведений современного искусства.

## Спорт

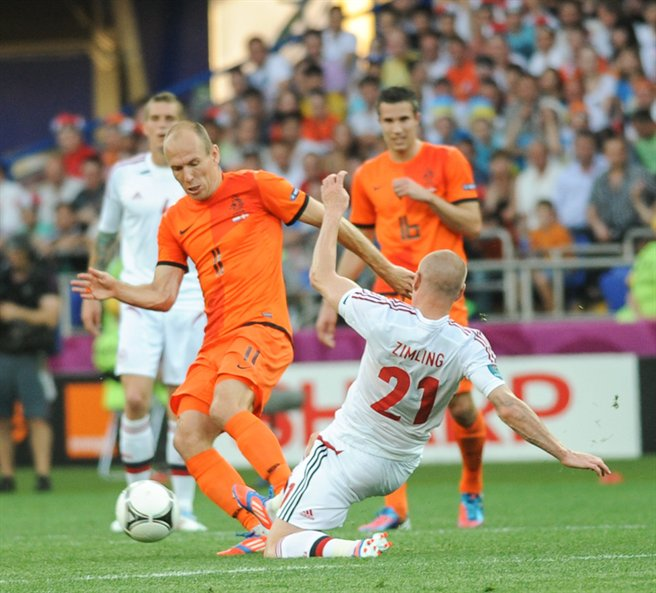
Арьен Роббен и Робин ван Перси

Одним из самых популярных видов спорта в Нидерландах является футбол. Первые сведения о нём берут своё начало в 1865 году. При этом старейшим футбольным клубом Нидерландов является клуб «Конинклейке ХФК» (нидерл. «Koninklijke HFC»), что был основан в 1879 году. Затем последовала организация в городе Гаага «Нидерландского союза футбола и атлетики» в 1889 году. Сборная Нидерландов по футболу постоянно входит в первую двадцатку сильнейших в мире. На достаточно сильном уровне на международной арене выступает женская сборная Нидерландов по футболу. Под руководством главного тренера Сарины Вигман команда выиграла Чемпионат Европы по футболу среди женщин 2017 года. На территории страны проходили такие значимые футбольные турниры, как чемпионат Европы 2000 года и чемпионат Европы среди женщин 2017 года.
Среди зимних видов спорта для жителей Нидерландов особое место занимает конькобежный спорт. История этого вида спорта уходит корнями далеко вглубь. Согласно «Запискам о пребывании Петра I в Нидерландах 1697—1698 и 1716—1717» Я. К. Номена — голландцы традиционно давно катались на коньках и обучали моквитяней, что прибыли к ним. Нидерландские конькобежцы выиграли множество самых престижных турниров и считаются одними из сильнейших в мире.
Также в стране огромную популярность имеют спортивные единоборства. Особенно хорошо развиты кикбоксинг, сават, тайский бокс, карате, дзюдо. Школу тайского бокса и кикбоксинга Нидерландов часто называют «вторым домом для тайского бокса». Известными видами спорта, изобретёнными в Нидерландах, являются — корфбол и польсстокферспринхен. На Олимпиадах и чемпионатах мира спортсмены Нидерландов выигрывают весьма большое число медалей по отношению к населению страны. Тысячи болельщиков из Нидерландов посещают состязания в зарубежных странах, одевшись в оранжевые цвета, которые всегда носят игроки национальной сборной по футболу. Популярностью у населения также пользуются: бейсбол, теннис, велосипедный спорт, хоккей на траве, волейбол, гандбол и гольф.
В Амстердаме проходили IX Олимпийские игры (1928).

## Архитектура
Нидерландская архитектура оказала значительное влияние на развитие мировой архитектуры. В XVI веке она значительно отличалась от всех известных стилей в Европе тех времён. Особый стиль выработался на основании «скупости и умеренности», присущей кальвинизму, что шло вразрез с пышностью и убранством во французских и испанских дворах. Представителями голландской архитектуры XVII века были — Ливен де Кей и Хендрик де Кейсер. Свой след в развитии голландской архитектуры оставило Позднее Возрождение (Ренессанс). Влияние, рассвет которого пришлось на период конца XVII века, было настолько значительно, что в обиход было введено выражение «голландское барокко» (голландский классицизм). Фасады многих правительственных зданий, банков и мануфактур были отделаны в этом стиле. Наиболее знаменитыми архитекторами этого периода были Якоб ван Кампен и Питер Пост.

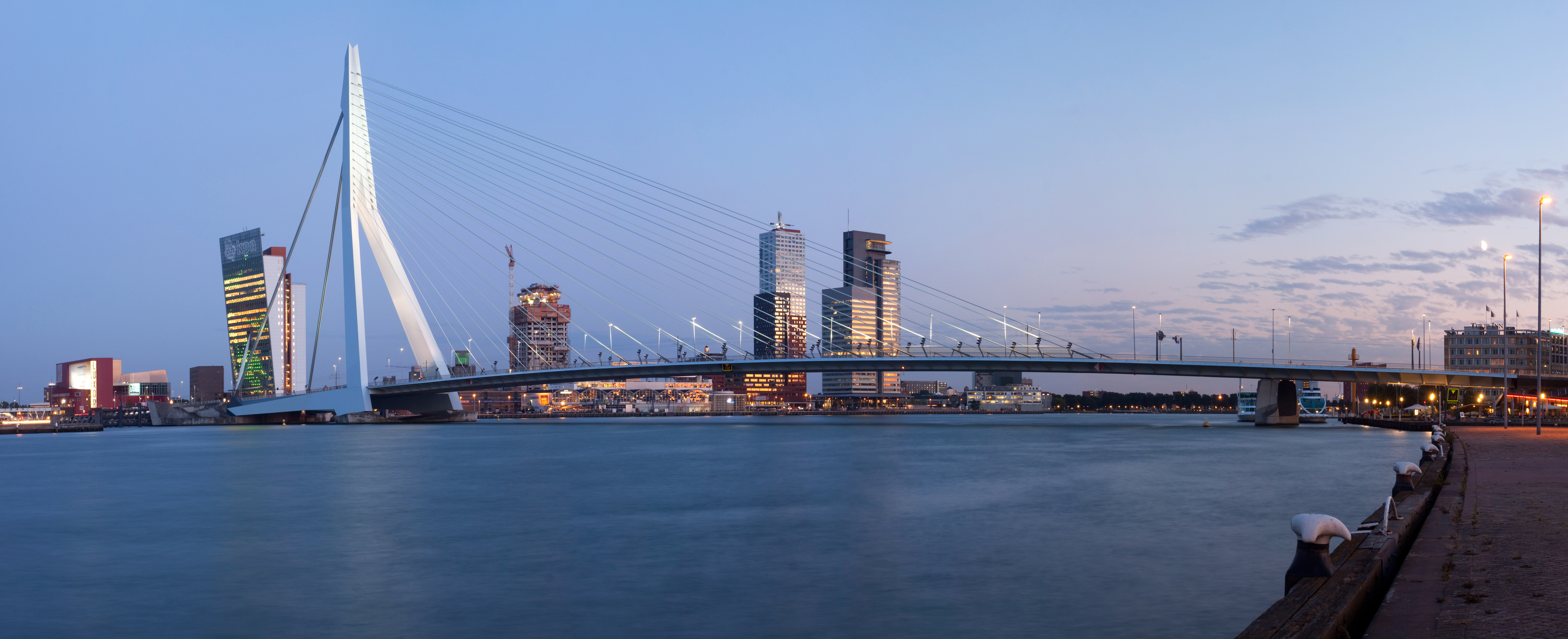
Роттердам — современная «архитектурная столица» Нидерландов. На переднем плане — Мост Эразма

В стиле голландской архитектуры XIX века преобладали классицизм, а также различные течения (к примеру — неоготика). На этот период приходится постройка таких известных сооружений, как Рейксмюсеум, университет Утрехта, центральный вокзал Амстердама. Видными архитекторами этого времени были Эжен Гюгель и Петрус Кёйперс. На конец XIX — начало XX века пришёлся переход голландской архитектуры от классицизма к модерну и конструктивизму. Петрус Барлахе, ученик Петруса Кёйперса, по праву считается основоположником современной нидерландской архитектуры.
Современные многоквартирные жилые дома, фасады которых находятся над водной поверхностью каналов, часто оборудуются помещениями ниже уровня воды под автопарковки. В Амстердаме есть квартал плавучих частных домов с бетонными, плавающими «фундаментами», которые при необходимости могут быть перебуксированы. К таким домам подведены все коммуникации. Старинные дома часто имеют узкие лестницы с крутым подъёмом. Такие дома имели балку, выступающую из коньки крыши, для подъёма мебели на верхние этажи через окно, а фасады таких домов имели уклон. Исторические фасады таких домов сохранились. Жители провинциальных городков любят украшать дворы и фасады своих домиков элементами малых архитектурных форм, лавочками у входных дверей, что создаёт особый уют в таких населённых пунктах.

## Галерея
| - Амстердам, квартал плавучих домиков - Амстердам, домик с подвалом на плавающем бетонном фундаменте - Заандам, дома в канале - Заандам парковки в подвале ниже уровня воды - Маркен - Хорн - Домик в Нидерландах - Кекенхоф — королевский парк тюльпанов - Алкмар, еженедельная сырная ярмарка — достопримечательность города, апрель 2019 - Алкмар, сырная ярмарка, взвешивание сыра на весах 1693 года - Амстердам — лебедь на гнезде у автодороги, в квартале плавучих домов - Типовой формат наклона лестницы в старинных домах - Велосипед на двух или трёх детей пассажиров - Велосипед для 2 детей пассажиров - Велосипед для двух пассажиров детей - Харлем, вело DHL на улице красных фонарей - Велоповозка в Амстердаме |

## В астрономии
В честь Нидерландов назван астероид (1132) Голландия, открытый 13 сентября 1929 года нидерландским астрономом Хендриком ван Гентом в обсерватории Йоханнесбурга.